# (34003) Ivozell
2000 OU6 (asteroide 34003) é um asteroide da cintura principal. Possui uma excentricidade de 0.07292990 e uma inclinação de 9.59294º.
Este asteroide foi descoberto no dia 29 de julho de 2000 por LINEAR em Socorro.